# Cinémathèque tunisienne
La Cinémathèque tunisienne (arabe : المكتبة السينمائية التونسية) est une institution culturelle fondée en 2018 à Tunis.

## Historique
La Cinémathèque tunisienne a pour but la conservation, la restauration, la valorisation et la présentation des films du patrimoine cinématographique tunisien afin de les mettre à la disposition du public.
Dirigée à sa fondation et jusqu’en 2020 par le réalisateur Hichem Ben Ammar, ses locaux sont inaugurés le 21 mars 2018, en présence de l’actrice Claudia Cardinale, au sein de la Cité de la culture, avenue Mohammed-V à Tunis.
L’universitaire et critique de cinéma Tarek Ben Chaâbane en est le directeur artistique depuis août 2020,,.
En 2021, la Bibliothèque Mohamed-Mahfoudh est inaugurée dans ses locaux, en hommage au journaliste, scénariste et critique de cinéma tunisien Mohamed Mahfoudh (1945–2005),. La bibliothèque compte plus 1 600 ouvrages et documents et dispose d’une salle de projection destinée aux étudiants et chercheurs spécialisés qui permet le visionnage des productions sur place.